# Journal of Toxicology and Environmental Health – Part B – Critical Reviews
Das Journal of Toxicology and Environmental Health – Part B – Critical Reviews, abgekürzt J. Toxicol. Env. Health Pt B-Crit. Rev., ist eine wissenschaftliche Fachzeitschrift, die vom Taylor&Francis-Verlag veröffentlicht wird. Derzeit erscheint die Zeitschrift mit acht Ausgaben im Jahr. Es werden Übersichtsarbeiten veröffentlicht, die sich mit der Fragen der Umwelttoxikologie beschäftigen.
Der Impact Factor der Zeitschrift lag im Jahr 2018 bei 6,436.